# Cuitzillos
Cuitzillos är en ort i Mexiko.   Den ligger i kommunen Hidalgo och delstaten Michoacán de Ocampo, i den södra delen av landet, 170 km väster om huvudstaden Mexico City. Cuitzillos ligger 2 697 meter över havet och antalet invånare är 135.
Terrängen runt Cuitzillos är huvudsakligen kuperad, men åt nordväst är den bergig. Cuitzillos ligger uppe på en höjd. Runt Cuitzillos är det ganska tätbefolkat, med 90 invånare per kvadratkilometer. Närmaste större samhälle är San Bartolo Cuitareo, 15,4 km nordost om Cuitzillos. I omgivningarna runt Cuitzillos växer huvudsakligen savannskog.